# Comando de Aeródromo A (o) 17/VII
El Comando de Aeródromo A (o) 17/VII (Flieger-Horst-Kommandantur A (o) 17/VII) fue una unidad de la Luftwaffe durante la Segunda Guerra Mundial.

## Historia
Fue formado el 1 de abril de 1944 en Metz-Frescaty, a partir del Comando de Aeródromo A (o) 1/XII. Fue disuelto en octubre de 1944.

## Comandantes
- Mayor Gustav Fasching – (1 de abril de 1944 – octubre de 1944)

## Servicios
- abril de 1944 – octubre de 1944: en Metz-Frescaty bajo el Comando de Base Aérea 12/VII.

## Orden de Batalla

### Unidades adheridas
- Comando de Pista de Aterrizaje Saarbrücken
- Comando de Pista de Aterrizaje St. Arnual